# Elena Pedemonte
Pour les articles homonymes, voir Pedemonte et Pedemonte (homonymie).
Elena Pedemonte, née le 30 mai 1952 à Sanremo (Italie), est une actrice et animatrice de radio italienne.

## Biographie
Après avoir participé aux sélections de Miss Monde Teen Ager en 1968, elle débute très jeune sa carrière comme animatrice de radio à Radio Monte Carlo en 1969, sous le pseudonyme d'Aky ; elle se tourne ensuite vers le cinéma dans la décennie suivante. Elle est surtout connue pour avoir joué le rôle de Giuditta dans le film de 1970 On l'appelle Trinita. Elle participe également au film Il presidente del Borgorosso Football Club de Luigi Filippo D'Amico, dans le rôle de l'épouse du footballeur Guardavaccaro, et à Wanted Sabata de Roberto Mauri. En 1998, elle rapporte une tentative d'escroquerie subie par son père, Alberto Pedemonte, par une diseuse de bonne aventure de Sanremo.

## Filmographie partielle

### Au cinéma
- 1970 :  Il presidente del Borgorosso Football Club : Mrs. Guardavaccaro
- 1970 :  Wanted Sabata : Evelyn
- 1970 :  On l'appelle Trinita : Judith
- 1971 :  Cometogether : Girl in Ford
- 1971 :  Blindman, le justicier aveugle : Bride (non créditée)

## Récompenses et distinctions
- (en) Elena Pedemonte: Awards, sur l'Internet Movie Database